# Bais Chana Women International
Bais Chana International és una organització sense ànim de lucre que treballa per oferir un entorn per a les dones jueves, de 15 anys d'ara endavant i de tots els orígens, per explorar els ensenyaments religiosos i les tradicions jueves.
La fundació de Bais Chana va estar inspirada i motivada pel Rebe de Lubavitx, el Rabí Menachem Mendel Schneerson, el qual recolzava l'educació per a totes la dones jueves.
En 1971, el primer centre va ser obert en Twin Cities, Minnesota. En 1991 l'organització va començar a diversificar el seu programa per incloure en ell breus retirs educatius en diversos indrets del Món.
Dones de totes les edats amb poca o cap formació en matèria de tradicions jueves prenen part en els retirs educatius, els quals inclouen classes, grups d'estudi, i tutoria privada.
El programa d'estudis complet explora la vida de la dona jueva a través de projectes pràctics com la preparació de la halah, juntament amb debats i l'estudi en profunditat dels textos hassídics, la Torà, l'oració jueva, els comentaris de la Bíblia, el Midraix, Maimònides, la Càbala, el Talmud, etcètera.
Entre el personal docent es troba el co-fundador de Bais Chana, el Rabí Manis Friedman. La directora és la Senyora Hinda Leah Sharfstein. La seu central de Bais Chana es troba a la ciutat de Nova York, i el programa s'ha expandit per incloure tres sessions anuals en una varietat d'indrets als Estats Units, incloent retirs d'aprenentatge per a parelles, el programa d'estudi i snorquel, i el campament jueu.
Durant tot l'any hi ha retirs a petita escala als Estats Units, com el retir del Dia d'Acció de Gràcies per a noies estudiants de secundària, que va tenir lloc a Morristown, Nova Jersey, en 2007. El programa d'estudi i snorquel, va començar al gener de 2006, té lloc cada any a Cayo Largo, Florida, i assisteixen a ell unes 90 estudiants de tot el món.
El campament jueu Un-Camp està dirigit les adolescents, i les participants debaten sobre temes com: l'oració, la ciència, els manaments, l'autoestima, les relacions, la felicitat, la vida, la mort, la creença en el Messies jueu, l'ànima, etcètera, mentre participen en les activitats del campament d'estiu.
L'antropòloga Lynn Davidman va realitzar un treball de camp per a la seva tesi doctoral a Bais Chana. Els resultats del seu estudi es van publicar al seu llibre: Tradition in a Rootless World (UC Press, 1993).
Davidman va descobrir que la majoria de les dones a Bais Chana estaven allà per omplir un buit en les seves vides, i que esperaven trobar un marit ortodox i formar una família, i que havien establert una frontera entre el moviment hassídic Habad i el Món exterior.